# Грачёв, Фёдор Устинович
Фёдор Устинович Грачёв (1899—1941) — советский военачальник, полковник (1938), участник советско-польской (1920) и Великой Отечественной войн. Пропал без вести на Западном фронте в июле—августе 1941 года.

## Биография
Русский.
Призван в РККА 19 февраля 1919 года Алексинским уездным военкоматом и направлен в 1-й запасной батальон МВО в г. Тула. В июне зачислен курсантом на Тульские пехотные командные курсы, после окончания которых с марта 1920 года был сотрудником комиссии по борьбе с дезертирством при штабе 15-й армии. В мае 1920 года назначен командиром роты 104-го стрелкового полка 12-й стрелковой дивизии, участвовал в советско-польской войне (1920), затем боролся с бандитизмом в Каменец-Подольской губернии.
С марта 1921 года проходил службу в 192-м пограничном батальоне, с апреля 1922 года — в резерве начсостава Киевского военного округа, затем назначен командиром роты в 398-й стрелковый полк 44-й стрелковой дивизии. С июня проходил службу в пограничных войсках ВЧК: сначала помощником командира роты в 8-м пограничном батальоне, с января 1923 года временно командовал ротой в 5-м пограничном батальоне.
В сентябре 1923 года зачислен слушателем в 8-ю Петроградскую школу комсостава, в сентябре 1924 года переведен в Киевскую объединенную военную школу. В августе 1925 года после окончания учебы направлен в 16-й стрелковый полк 6-й стрелковой дивизии Московского военного округа, проходил службу в должностях командира взвода и помощника командира роты. В марте 1929 года переведен курсовым командиром в Иваново-Вознесенскую пехотную школу им. М. В. Фрунзе, с ноября исполнял должность командира роты курсантов.
В сентябре 1930 года переведен в Орловскую бронетанковую школу им. М. В. Фрунзе: курсовой командир, командир роты, начальник строевого отделения, начальник штаба батальона. С февраля по октябрь 1933 года — слушатель Московских курсов усовершенствования начсостава мотомеханизированных войск РККА, после их окончания направлен в 11-й механизированный корпус Забайкальского военного округа: начальник штаба, затем начальник школы младшего начсостава.
С июля 1938 года командовал 1-м отдельным легкотанковым полком, с ноября 1940 года — 50-й легкотанковой бригадой, 16.08.1938 получил звание полковника. В 1939 году окончил Хабаровское отделение Высших стрелково-тактических КУКС «Выстрел», в 1941 году — КУВНАС при Военной академии РККА им. М. В. Фрунзе.

### Во главе13-й танковой дивизии
11 марта 1941 года назначен командиром 13-й танковой дивизии 5-го механизированного корпуса Забайкальского ВО. Накануне Великой Отечественной войны15 июня 1941 года дивизия в составе своего мехкорпуса получила приказ передислоцироваться из Забайкалья в Киевский Особый военный округ, после начала войны дивизия в составе 5-го мехкорпуса была передислоцирована на Западный фронт и включена в состав 20-й армии.
13-я танковая дивизия участвовала в неудачном Лепельском контрударе (6-9 июля), понесла большие потери, оказалась в окружении, из которого вырвалась вечером 10 июля (её 25-й танковый полк оказался отрезан и вырвался только 12 июля, командир полка полковник А. Н. Муравьёв погиб). 13-я дивизия отступила к Орше, затем к Гусино. 15-17 июля 13-я дивизия в составе 5-го мехкорпуса сражалась на южном берегу Днепра в районе Красный, Ляды против немецкой 18-й танковой дивизии, оказалась в окружении, 18 июля вырвалась из него. Есть сведения, что полковник Ф. У. Грачёв погиб в середине июля 1941 года, но точные данные отсутствуют.
При выходе 5-го мехкорпуса из Смоленского «котла» через Ратчино в начале августа 1941 года 13-я танковая дивизия оставлена в арьергарде и была отрезана. В начале августа 1941 года остатки дивизии вырвались из окружения, командир дивизии полковник Ф. У. Грачев из окружения не вышел и числился пропавшим без вести, а 13-я танковая дивизия была расформирована.
По данным ОБД «Мемориал» МО РФ, захоронен в городском парке г. Чаусы Могилёвской области.

## Награды
- Орден Красного Знамени (17.08.1936)
- Медаль ХХ лет РККА (1938)